# Debreczeni Attila
Debreczeni Attila (Debrecen, 1959. november 9. –) magyar irodalomtörténész, egyetemi tanár, a Magyar Tudományos Akadémia rendes tagja. Kutatási területe a textológia és a 18. századi irodalom, ezen belül Csokonai Vitéz Mihály és Kazinczy Ferenc életműve. 1995 és 2003 között a Debreceni Egyetem Bölcsészettudományi Kar Magyar Irodalom- és Kultúratudományi Intézetének igazgatóhelyettese, majd 2003 és 2016 között igazgatója. 2007 és 2010 között az egyetem tudományos rektorhelyettese.

## Életpályája
Magyar nyelv és irodalom szakos középiskolai tanári egyetemi diplomáját 1984-ben szerezte meg, ezt követően a Kossuth Lajos Tudományegyetem (2000-től Debreceni Egyetem) Bölcsészettudományi Kar Magyar Irodalom- és Kultúratudományi Intézetében kapott egyetemi tanársegédi megbízást. 1986-ban az intézet titkára lett, egy évre ár megvédte egyetemi doktori disszertációját. 1990-től egyetemi adjunktusként, majd 1993-tól egyetemi docensként dolgozott az intézetben. 1995-ben az intézet igazgatóhelyettesévé nevezték ki, 2003-ban pedig átvette az intézet igazgatását. Közben 1999-ben habilitált, 2004-ben kapta meg egyetemi tanári kinevezését. Emellett 2004 és 2006 között a BTK stratégiai dékánhelyettese, majd 2007 és 2010 között az egyetem tudományos rektorhelyettese is volt. Intézetigazgatói pozícióját 2016-ig töltötte be.
1992-ben védte meg az irodalomtudomány kandidátusi, 2004-ben akadémiai doktori értekezését. Az MTA textológiai, valamint irodalomtudományi bizottságának lett tagja. 2007 és 2010, valamint 2013 és 2016 között az Akadémia közgyűlésének doktori képviselője volt. 2019-ben megválasztották a Magyar Tudományos Akadémia levelező, 2025-ben pedig rendes tagjává. Ezenkívül 1997 és 2000 között Széchenyi professzori ösztöndíjjal kutatott. Jelentős szerkesztői munkássága is, 1999-től szerkesztője a Csokonai Vitéz Mihály összes művei, 2001-től Kazinczy Ferenc művei c. sorozatoknak, valamint Csörsz Rumen Istvánnal és Szilágyi Mártonnal társszerkesztője a Régi Magyar Költők Tára című sorozatnak. Számos tudományos társaságnak is tagja, így a francia Société Internationale d’Étude du Dix-huitième Siècle-nek, a Magyarságtudományi Társaságnak, az Irodalomtörténeti Társaságnak, a Kölcsey Társaságnak és a XVIII. század-kutató Magyar Társaságnak. Emellett a Kazinczy Társaság tiszteleti tagja. Közel kétszáz tudományos munka szerzője vagy szerkesztője. Közleményeit magyar és angol nyelven adja közre.

## Díjai, elismerései
- Juhász Géza-díj (1983)
- Magyar Felsőoktatásért Emlékplakett (1998)
- Oltványi Ambrus-díj (2000)
- Debreceni Egyetemért Emlékérem (2010)
- Tarnai Andor-díj (2012)
- Toldy Ferenc-díj 2012)
- Akadémiai Díj (2018)

## Főbb publikációi
- Csokonai szépprózájának néhány kérdéséről (1986)
- Szépprózai művek (Csokonai-sorozat, 1990)
- Csokonai, az újrakezdések költője: a felvilágosult szemléletmód fordulata az életműben (1993)
- Kísérlet egy Csokonai-szöveg genetikus kiadására (1994)
- Folytonosság vagy fordulat?: A felvilágosodás kutatásának időszerű kérdései (tanulmánykötet, szerk., 1996)
- Szépprózai művek (Kisfaludy Sándor-sorozat, 1997)
- „Érzékenység” és „érzékeny" irodalom (1999)
- Csokonai Vitéz Mihály összes művel (kritikai kiadás, szerk., 1999-től)
- Nemzet és identitás a 18. század második felében (2001)
- Régi Magyar Költők Tára: 18. század (kritikai kiadás, szerk., 2001-től)
- Et in Arcadia ego: A klasszikus magyar irodalmi örökség feltárása és értelmezése (Gönczy Monikával társszerk., 2005)
- Tudós hazafiak és érzékeny emberek: Integráció és elkülönülés a XVIII. század végének magyar irodalmában (2009)
- Kazinczy Ferenc művel (sorozatszerk., 2009)
- Kritikai kiadás papíron és képernyőn (2014)
- Az elektronikus kiadás színe és visszája (2018)
- Kiindulópontok és kontextusok Fazekas Mihály életművének újraértelmezéséhez (2019)